# دیوید مارتین (بازیکن فوتبال، زاده ۱۹۸۵)

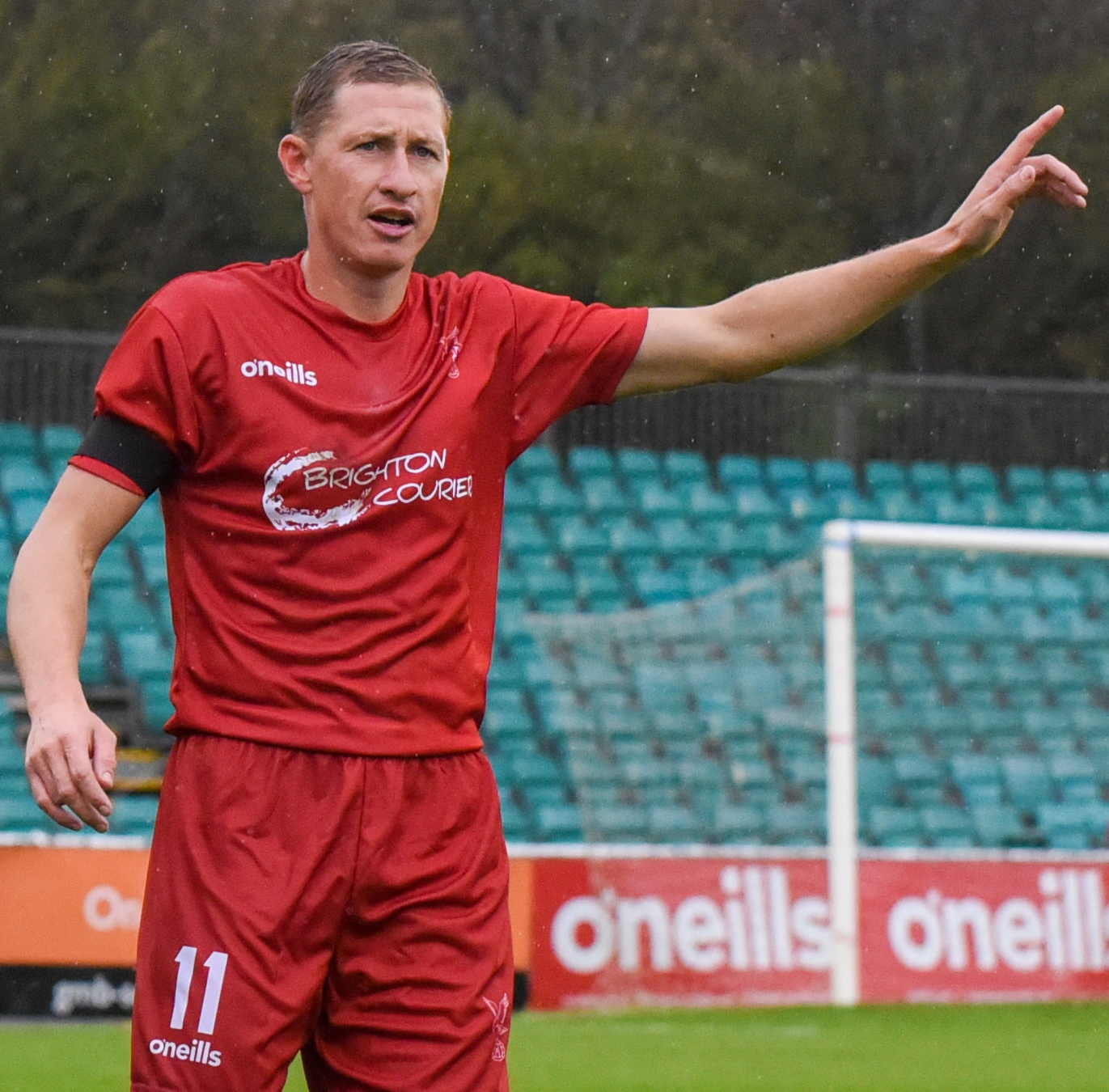
دیوید مارتین در سال ۲۰۱۹

دیوید مارتین (انگلیسی: Dave Martin؛ زادهٔ ۳ ژوئن ۱۹۸۵) بازیکن فوتبال اهل بریتانیا است.
از باشگاه‌هایی که در آن بازی کرده است می‌توان به باشگاه فوتبال والسال، باشگاه فوتبال نوتس کانتی، باشگاه فوتبال دربی کانتی، باشگاه فوتبال لوتون تاون، باشگاه فوتبال ساوتند یونایتد، باشگاه فوتبال دارتفورد، باشگاه فوتبال میلوال، باشگاه فوتبال کریستال پالاس، باشگاه فوتبال دربی کانتی، باشگاه فوتبال دارتفورد، باشگاه فوتبال بریستول راورز، باشگاه فوتبال استیونج و باشگاه فوتبال وایت‌هاوک اشاره کرد.